# Sikorsky CH-54 Tarhe
Il Sikorsky CH-54 Tarhe era un elicottero da trasporto pesante biturbina con rotore a sei pale, sviluppato dall'azienda statunitense Sikorsky Aircraft Corporation nei primi anni sessanta.
Destinato ai reparti dello United States Army, l'esercito statunitense, venne utilizzato durante la Guerra del Vietnam per il recupero degli elicotteri in avaria e per il trasporto di mezzi terrestri pesanti quali i carri armati.
La designazione assegnatagli è un riferimento a Tarhe, un capo indiano del XVII secolo della tribù dei Wyandot, il cui soprannome era "la gru".
Il modello diede origine ad una versione demilitarizzata destinata ad impieghi civili, il Sikorsky S-64 Skycrane.

## Utilizzatori

### Governativi
Stati Uniti
- NASA

### Militari
Stati Uniti
- United States Army